# 欧·亨利
威廉·西德尼·波特（英語：William Sydney Porter，1862年9月11日—1910年6月5日），笔名欧·亨利（英語：O. Henry，美国短篇小说家、新聞工作者。
歐·亨利出身寒微，父母雖為醫師家庭但幼年依然家境貧寒，曾想当画家，後來曾經擔任藥劑生、牧人、廚師、照顧服務員、樂師、歌手、演員、記帳士、地政局書記、記者、編輯、銀行出納員等，在妻子的鼓励下開始写作，而后因在银行供职时的账目问题而入狱，服刑期间由於經濟困難，以“欧·亨利”为笔名发表了大量的短篇小说，情節大多出人意料，故引起廣大歡迎。假釋後，便成為專業作家。
欧·亨利是一位高产的作家，一生中留下了一部长篇小说和近三百篇的短篇小说。他的短篇小说构思精巧，风格独特，以表现美国中下层人民的生活、语言幽默、结局出人意料（即“欧·亨利式结尾”）而闻名于世，以其众多巧妙、幽默的作品而赢得了全世界的赞誉，成为美國文學独树一帜的極短篇大師，被誉为“美国现代短篇小说之父”和“美国生活的幽默百科全书”。欧·亨利与居伊·德·莫泊桑和安东·契诃夫并称“世界三大短篇小说之王”。

## 早年的生活

### 南方的生活
威廉·西德尼·波特（William Sidney Porter，1898年他改名为 William Sydney Porter）于1862年9月11日生于美國北卡羅萊納州格林斯伯勒。他的父亲名叫阿尔格农·西德尼·波特（Algernon Sidney Porter ，1825年-1888年），是个医生，酗酒，生活无节制。这直接导致了他们家境贫困。他的母亲名叫玛丽·简·维吉尼亚·斯维姆·波特（Mary Jane Virginia Swaim Porter，1833年-1865年 ）。他的父母于1858年4月20日结婚。1865年，欧·亨利3岁时，母亲因结核病而去世。这一年，他和他的父亲搬到他的祖母家居住。他与兄弟被送往堂亲所开办的一所私立学校读书。他后来由他的祖母和姑姑（Evelina Maria Porter）抚养长大，姑姑啟發了他對文學的喜愛。年幼的欧·亨利很爱读书，他最喜欢的书是《天方夜譚》。

1876年，他从姑姑的私立学校毕业。然后就进入高中读书，但是在1877年被迫輟学，到叔叔的药局当学徒。这份工作让他觉得既伤自尊又无聊，但他却先后干了五年（他后来在监狱里当的就是药剂师，而“欧·亨利”这个笔名也与药剂师有着很大的关系）。少年时的欧·亨利喜欢画画，且颇具天分，他年少时便一心想当画家。北卡罗来纳州的一所男子学校就曾经表示，只要欧·亨利为其作画，学费和膳食费可免，但被他谢绝，因此欧·亨利的校服费和书本费仍无着落。南方生活对欧亨利的影响很大，比如短篇小说《都市生活》就是讲的南方的故事，而且欧·亨利40岁移居纽约后也染上了他父亲酗酒恶习。

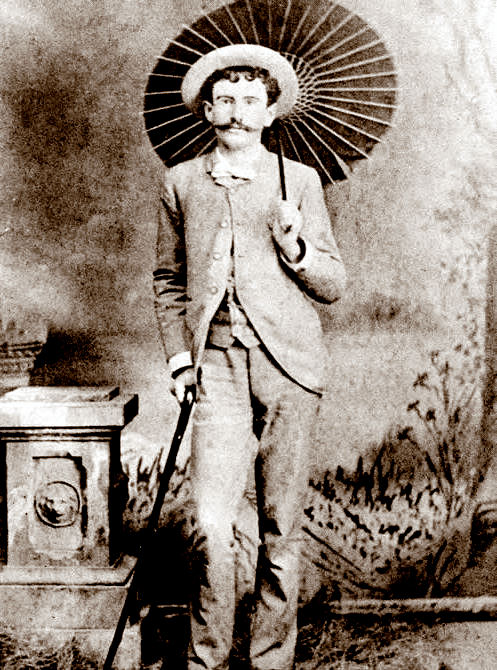
在奥斯汀撐著竹伞的威廉·波特

### 从南方到西部
1882年3月，格林斯伯勒的詹姆斯·霍尔（James K. Hall）医生要到得克萨斯州拉萨尔县的一个牧羊场探望自己的儿子理查德·霍尔（Richard Hall），見欧·亨利身体不好，一直咳嗽，便提議帶欧·亨利去調養身體，欧·亨利同意了，希望能够康復。欧·亨利一去便喜欢上了西部牧场的生活，在那儿一住就是两年。在那裏他帮忙做牧羊人、厨师、婴儿看护员。在那儿，他向一些移民学了一段时间的西班牙语和德语（西班牙语在他后来逃亡时起了很大的作用，他流浪到了讲西班牙语的洪都拉斯）。
1884年，他和霍尔医生的儿子理查德·霍尔（Richard Hall）来到了奥斯汀，并在奥斯汀找到了工作。欧·亨利在那儿当过歌手、戏剧演员、药剂师、绘图员、记者和出纳員等，他的幽默细胞逐渐显露了出来，他很逗人喜爱，拿的工资也较高，终于改变了贫穷的生活状况。西部生活激发了他的幽默细胞，而且成为他后来的短篇小说的重要素材。他笔下对美西明显显露出好感，把他们写得善良、纯朴、勤劳、能干、勇敢、富于同情心，特别是重朋友义气。这些小说也很夸张幽默，构思巧妙，结局往往出人意料。他写西部的小说往往都是喜剧性小说和类似滑稽剧的小说。他在21岁这一年改变了志向，立志成为作家。

### 第一次结婚
1885年，他认识了17岁的姑娘阿索尔·埃斯蒂斯（Athol Estes），当时她还在中学念书。欧·亨利当时是吉他手和曼多林琴师。欧·亨利追求了她两年。1887年7月1日夜，也就是阿索尔·埃斯蒂斯中学畢業的那天晚上，她瞒着父母，与欧·亨利双双跑到奥斯汀的一位牧师家结婚，请他证婚。这位牧师虽没料到两位年轻人夜里跑来结婚，但见他们已经成人，便顺水推舟，给他们证了婚。婚后，阿索尔·埃斯蒂斯改名为阿索尔·波特（Athol Porter）。姑娘的母亲本希望她嫁个有钱人，得知此事后十分生气，竟数月不肯上教堂，更不理那位牧师。不过，这一次婚姻只持续了10年。1897年，欧·亨利的妻子因病去世。

## 创作生涯

### 创作生涯的开始
欧·亨利与妻子生活得很美满。新婚妻子鼓励欧·亨利写作，于是他结婚那一年就在《底特律自由报刊与真实》上发表作品。欧·亨利成名后在一次接受记者采访时说：“我小时候一心想当画家。到21岁，改变了主意，想想还是写作好。”所以说，1887年欧·亨利发表作品，并非完全是受妻子的鼓动，其实早已存在内因。

1888年，他们生了一个儿子，但在襁褓中便夭亡。

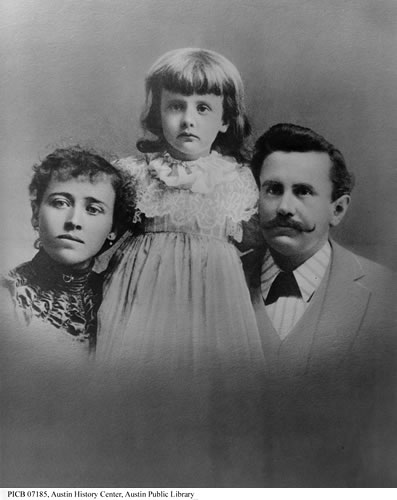
19世纪90年代初期，欧·亨利一家的合影

1889年，他们生了女儿玛格丽特·沃斯·波特（Margaret Worth Poter）。

1891年，他在奥斯汀第一国民银行当出纳员。他干这个工作心不在焉。不止一个顾客反映，别人以为他是在埋头算钱，其实就是在作画（他虽然立志当作家，但并没有放弃当画家的梦想)。这份工作对他的一生产生了重大影响，比如《一笔通知放款》、《圣罗萨里奥的两位朋友》等短篇小说裡写的都是西部的银行裡发生的故事。

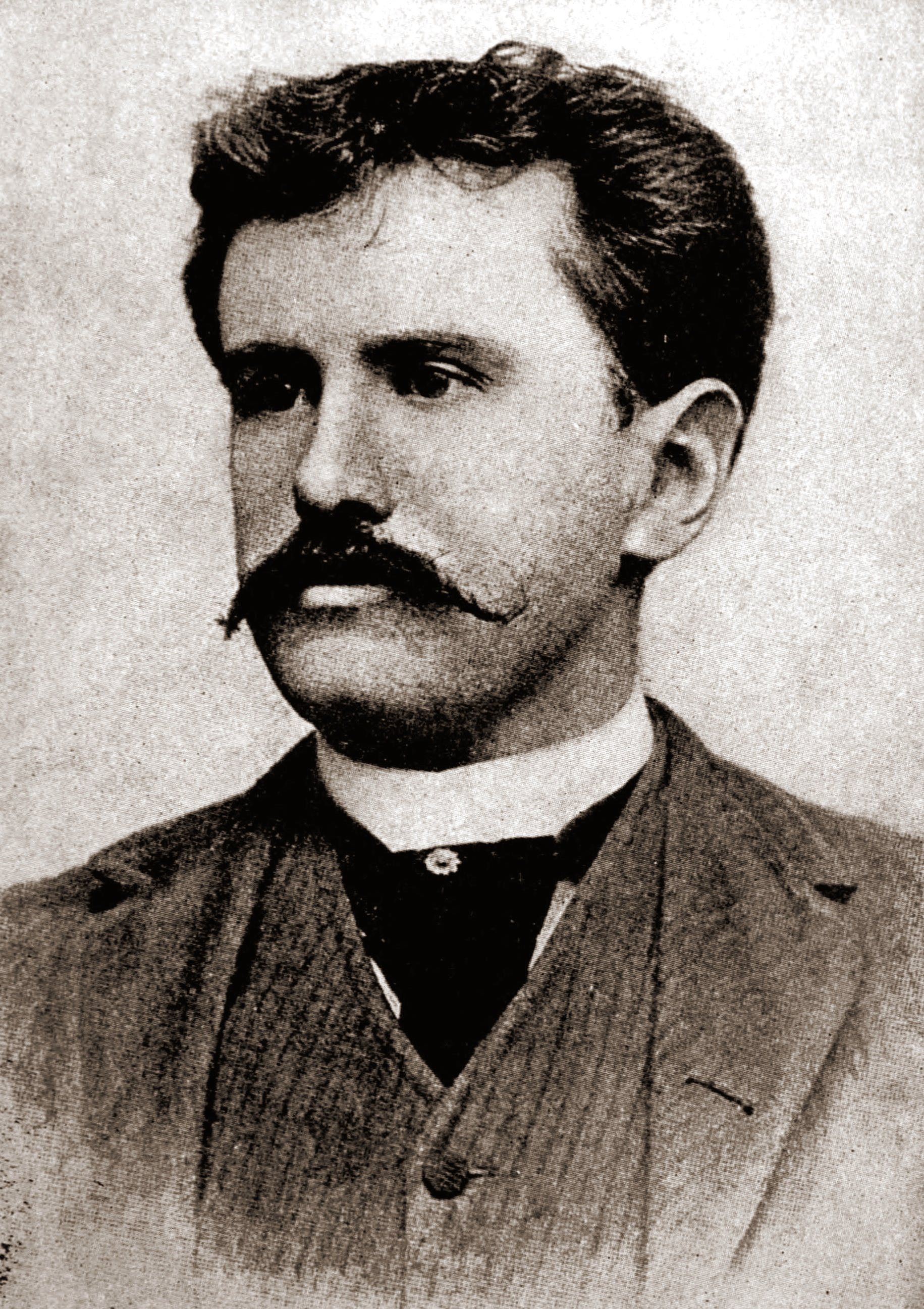
三十几岁，入狱前的欧·亨利

### 逃亡
1894年，歐·亨利花250美元買下了奥斯汀的一家周刊，将它更名为《滾石》（也可以说他创办了《滾石》杂志），使它成为一份幽默杂志。他既当编辑又当出版商，自己寫文章，自己作畫。也是1894年10月，联邦银行检查员发现歐·亨利的帳目有問题，他只好辞职。这个經歷对他影響很大，所以他在《一筆通知放款》、《聖羅薩里奧的兩位朋友》等短篇小说中，写的都是聯邦银行检查员来查帳，但帳目裡有問题。
编辑《滚石》一年后的1895年4月，它完全失败了，于是他将这份杂志物归了原主。接着，他们搬到了休斯顿，欧·亨利转到《休斯顿邮报》当记者和专栏作家，每个星期的工资仅为15美元，大约为两个年轻售货员的收入。

1896年2月，他受到了盗用公款的起诉，被传受审并被暂时关押。他的岳父将他保释出獄。本来他的案情并不严重，但他在传讯的前一天，1896年7月7日，逃到了路易斯安那州新奥尔良，然後又逃到了洪都拉斯。他在特古西加尔巴的旅馆里待了好幾個月。他早年間學的西班牙语幫了他大忙，他在洪都拉斯開始寫長篇小说《白菜與国王》（Cabbages and Kings）

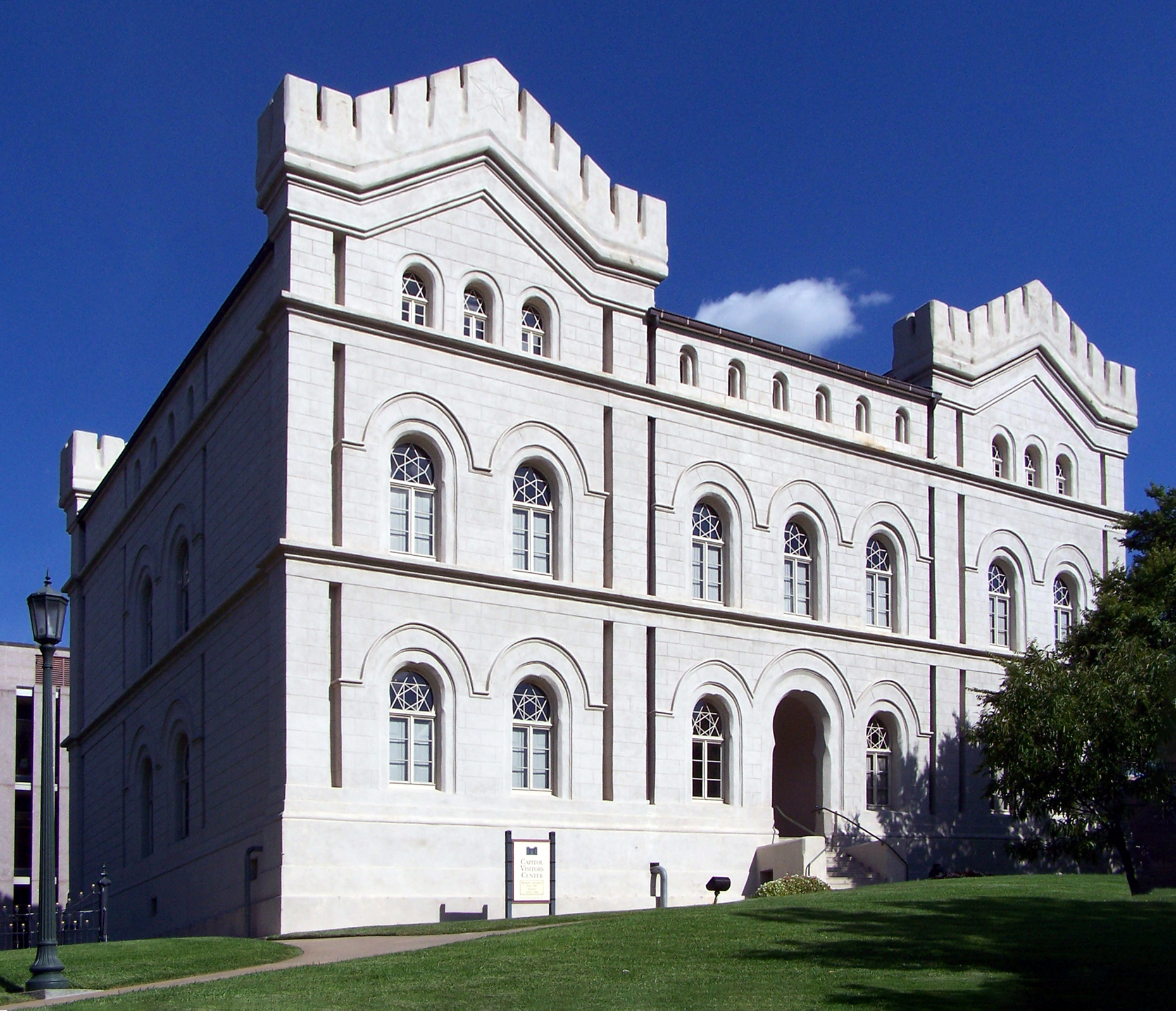
害欧·亨利入狱的第一国民银行，在奥斯汀

1897年2月，他获悉身患结核病的妻子病危，便赶回了奥斯汀。他回国后旋即被捕，但又很快再次被岳父保释出狱。7月25日，他的妻子阿索尔·波特（Athol Porter）死于结核病

### 监狱生涯
1898年2月，他被判有罪，被判处五年有期徒刑。3月25日，他开始在俄亥俄州哥伦布的联邦监狱服刑。服刑期间，欧·亨利因为一技之长而当上了监狱的药剂师。也是在服刑期间，为了维持女儿和自己的生活，以及供女儿上学，他开始认真写作短篇小说。他之所以选择短篇小说，是因为短篇小说的写作时间不长，发表的地方也很多，可以很快拿到稿酬。也许是逃亡的需要。他的女儿不知道他被判了刑，只知道“他在外地做生意”。她由外祖父母抚养，他们一家搬到了匹兹堡。这一年，他定下筆名為“欧·亨利”。
1899年12月，他以“欧·亨利”为笔名在《麦克卢尔杂志》圣诞专刊上发表了短篇小说《口哨大王迪克的圣诞袜》（Whistling Dick's Christmas Stocking）。他把小说寄给他在新奥尔良的自由人朋友，他的朋友再转寄给杂志社，这样讀者才不知道作者其實是個階下囚，用笔名而不用本名，也是为此目的。此后，“欧·亨利”這個笔名开始为读者所关注。

### 纽约时代
1901年，服刑3年零3个月后，欧·亨利因在狱中表现良好而被假释。7月24日，他在匹兹堡与女儿团聚。
1902年，他移居纽约，成了职业作家，创作了上百篇优秀的短篇小说。他是为了离杂志社和出版商更近一些才这样做的。尽管他没有忘记早年的欢乐，他却看见了生活的阴暗面。他不辞辛劳的日夜写作，大量优秀的作品就是这一时期创作的。他这时的写作速度非常快，极少修改。他为此曾说过：“一篇小说一旦开了头，我就非得一口气写到底不可，要不然就再也写不下去。”在纽约，由于大量佳作的发表，他名利双收，有时也受到记者的采访。可他不仅挥霍无度，而且赌博，染上了他父亲的恶习——酗酒。写作的劳累与生活的无节制使他的身体受到了严重损伤。
1904年，他出版了一生中唯一一部长篇小说《白菜与国王》（Cabbages and Kings），这是一部结构松散的政治讽刺小说，有时也被视作短篇小说集。
1906年，他出版了短篇小说集《四百万》（The Four Million），其中包括《警察與讚美詩》、《聖賢的禮物》、《二十年后》和《带家具的房间》等名篇。欧·亨利这部短篇小说集以及以后的短篇小说中体现了欧·亨利关心社会底层小人物，着重刻画微妙的感情的写作风格。与当时其他作家着重表现纽约等大城市的上流社会不同，欧·亨利一直着力于表现繁华都会與西部乡村中普普通通的平民百姓，描写了美国民众的日常生活以及他们对浪漫和冒险生活的追求。欧·亨利笔调幽默，善于使用双关语，而且小说的结尾都能做到“出乎意料之外而又合乎情理之内”，这就是著名的「欧·亨利式结尾」。由于他写的都是平常生活，情节和文笔又吸引人，所以颇受欢迎。

### 第二段婚姻
1907年，他跟早年时代的恋人莎拉·林德赛·科尔曼（Sarah Lindsey Coleman）结婚。他们是在欧·亨利一次回乡期间重逢的。然而这次婚姻并未给欧·亨利带来任何幸福，反而带来更多的不和与不快。
1908年，他与第二任妻子离婚。他的经济状况也开始不好，为了缓解生活压力，他不得不以很快的速度创作小说来换取稿费，这也导致了他的作品的质量参差不齐。他经常一周六天赌博與飲酒，第七天花一天来写一篇短篇小说，再交给杂志发表。他一周就能发表一篇短篇小说。这一年，他出版了短篇小说集《城市之声》。这一年，欧·亨利创作并发表了《最后一片叶子》，作品文字朴实，但感情浓郁，艺术性很高，给予人很大的感动，是他最著名的小說之一，全世界幾乎無人不知、無人不曉。

## 逝世
1909年，他出版了短篇小说集《命运之路》（The Road of Destiny），里面显出了他深受悲观主义和宿命论的影响，特别是短篇小说《命运之路》（The Road of Destiny）。
1910年，他创作了也许是他最轻松幽默的作品《红毛酋长的赎金》，让人忍俊不禁。长年写作的劳累与无节制的生活使他的身体受到严重损伤，再加之婚姻的不幸，6月3日，他在写作他一生中最后一篇短篇小说《梦》时病倒了。6月5日，他死于肝硬化。《梦》是他最后一篇小说，未完，他原本想让它成为自己的转型之作（当时有人批评他的“欧·亨利式结尾”读多了就没意思），结果未能如愿就病逝了。
他的葬礼在纽约举行，他被葬于北卡罗来纳州阿什维尔。1927年，他的女儿玛格丽特·沃斯·波特（Margaret Worth Poter）去世，与他合葬在一起。

## 评价与影响

### 评价

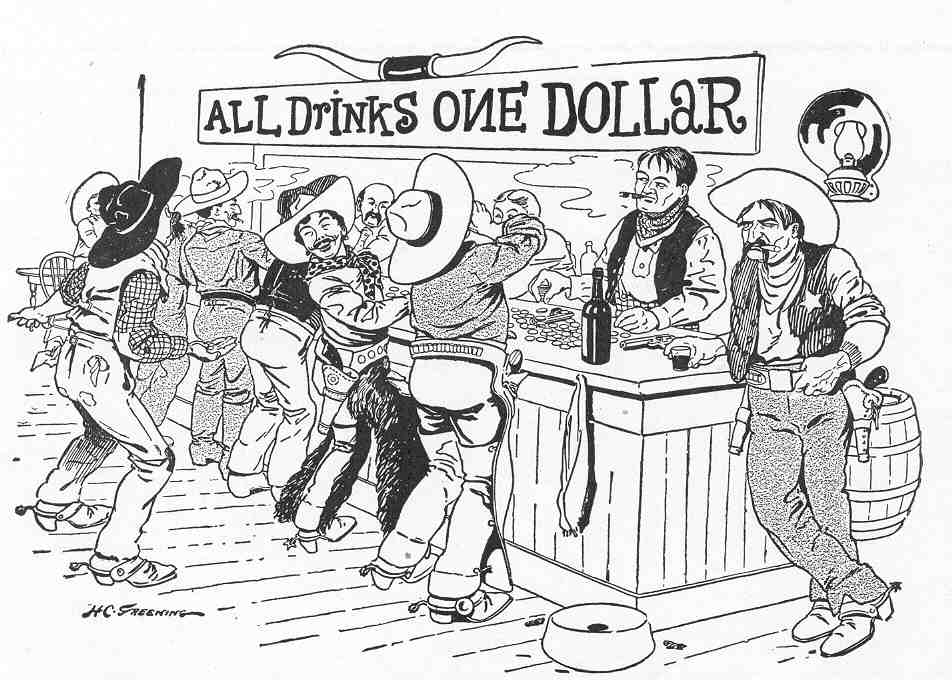
欧·亨利的一篇小说的插图

欧·亨利的小说最显著、最为人熟知和称道的特点是结尾出人意料（即“欧·亨利式结尾”）。他在故事情节发展过程中，将某一方面着力描写。这些描写与主题是密切相关的，但没有触及最重要的事实，最重要的事实只用一两笔带过，读者难以看出他埋下的伏笔。到故事结尾处，笔锋一转，写出一个意想不到的结局。这时，读者再回想一下整个小说，会为欧·亨利的构思的精妙而拍案叫绝。他的这种意料之外、情理之中的结局独具匠心，但非挖空心思才想得出来。

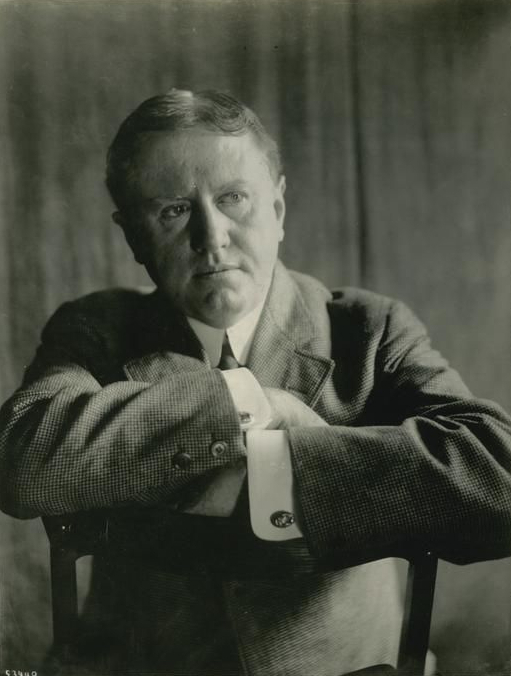
欧·亨利最为人所知的照片

欧·亨利的写作不以任何作家为楷模，但他受到了莫泊桑和马克·吐温的影响。他常读莫泊桑的作品，“欧·亨利式结尾”就是受到莫泊桑的《項鍊》等極短篇的启发而形成的。他的幽默和夸张深受当时大量流行的幽默刊物的影响，其中幽默小说和讽刺小说的集大成者就是马克·吐温。他创作时不考虑什么创作的规矩，怎样想来就怎样写。然而，他的写作始终有一个明确的目的：「供读者消遣」。也许是出于这个原因，还没有哪位评论家说过欧·亨利曾「深受」某某作家的影响，他的小说才有意料之外情理之中的结局，才受到广大读者的喜爱。
为了供读者消遣，欧·亨利的小说常出现极度夸张，如他在短篇小说《都市生活》中形容一位黑人年龄之大时，竟说他“与金字塔的年岁一般大”。他把极度夸张运用得很得当，使作品收到了很好的艺术效果。欧·亨利又是有名的幽默大师，可以与马克·吐温媲美。他的小说经常令读者捧腹。他的幽默与消遣这个目的是分不开的。尽管欧·亨利写小说是一心想给读者消遣，他的小说却愿不全是喜剧或滑稽的，他也写悲剧，而且数量不少。他最优秀的極短篇《聖賢的禮物》和《最后一片叶子》就是悲剧。欧·亨利也写爱情小说，但不是像别的作家那样为了歌颂爱情的永恒，他的这类小说总要出现读者意想不到的情况，令读者一笑，一叹，或是一惊。这些小说也能说明欧·亨利构思的巧妙、他的独创天才，但从中也能看出他为供读者消遣而写作的目的。
欧·亨利有很多的小说以纽约为背景。他不写纽约的繁华，至多只略带几笔。他笔下的纽约是个怪事层出不穷的大都市。当时有人说，纽约的社会基础是四百个上流人物，他们举足轻重，欧·亨利就在《四百万》（The Four Million）中针锋相对地提出反对意见。他认为纽约是由四百万普通民众作基础的，他们是社会中最最重要的人。他主要写小人物，但偶尔也写大人物，但他们不是作为社会中坚力量出现的，而是出现在滑稽剧性小说中。

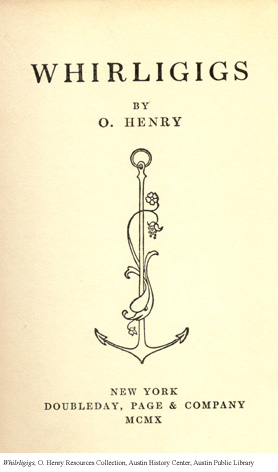
欧·亨利的一本书的扉页

欧·亨利在1902年才移居纽约，对纽约人有褒有贬，但他笔下对美西人却表现出明显的好感，这大概与他长期生活在美西有关。他笔下的西部人都是忠厚淳朴、勤劳勇敢、聪明能干、重兄弟义气的人。在写西部人时，欧·亨利同样没有忘记让读者消遣，小说也多夸张与幽默，构思精巧，结局往往出人意料。
欧·亨利在写作时没有打算批判美国社会，也没有想到将人作阶级上的划分（因此阶级意识不强，也就在拒斥阶级理论的后现代社会中具有很大的吸引力，况且他的小说本身就具有极强的可读性）。在他的作品中，任何地方的人都有好有坏。他的感情倾向、是非观念在小说中非常清楚。例如，他在《剪亮的灯盏》、《没说完的故事》等短篇小说中显示了他对薪貧的女售货员的同情，但也不客气地勾画出了她们的虚荣心；他在《剪狼毛》中揭露了诈骗犯的勾当，但不讳言许多上当受骗的人本身也居心不良，想占便宜；他的短篇小说《命运之路》（The Road of Destiny）表现出人摆脱不了命运控制的思想，悲观主义和宿命论思想很深；《“真凶”》（The Guilty Party）告诫人们不要忽视对子女的教育。欧·亨利以他自己的眼光观察生活，判别是非，他的作品表现了他观察到的生活和他的思想。

他的长篇小说虽然只有一部，而且结构松散得可以看做短篇小说集，但仍然很不错。一方面，它很幽默；另一方面，它的讽刺力度也很强，直指美国在拉丁美洲的经济上的新殖民主义统治。而且它和一些其他长篇小说开启了松散的长篇小说的先河，影响了很多作家。他的讽刺和幽默对林·拉德纳有着一定的影响。

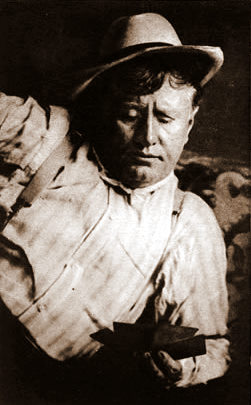
《流浪儿》（1917年）刊登在扉页上的欧·亨利的照片

### 批评

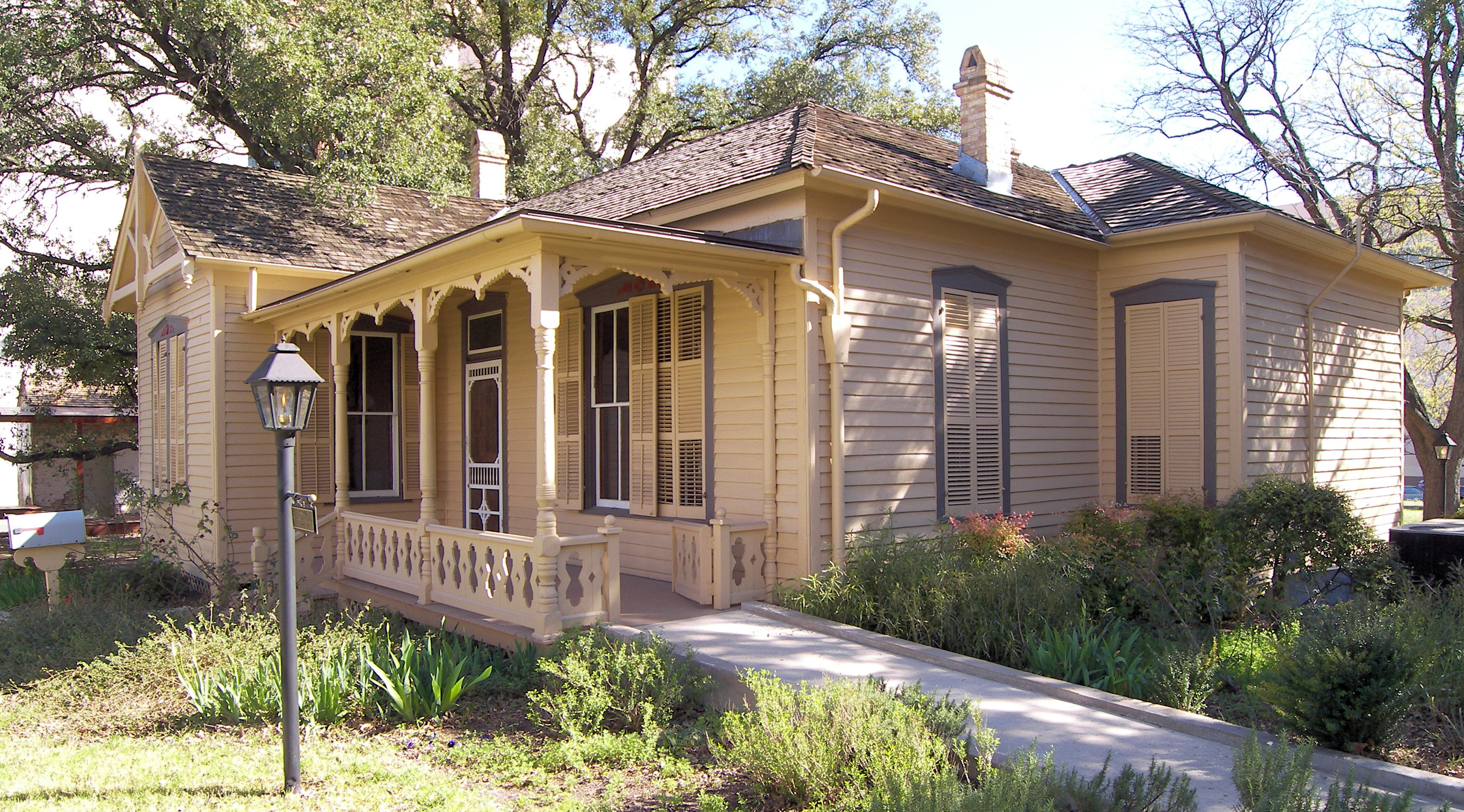
欧·亨利（和阿索尔、玛格丽特）一家在奥斯汀的故居，现为“欧·亨利博物馆”

有的外国评论家曾说过：“（欧·亨利的小说）不要真实性，没有道德意识，没有人生哲理。”——不过这种说法被多数评论家所否定。当时有人批评他的“欧·亨利式结尾”读多了就没意思。——不过这种说法也被多数评论家所否定。

有人认为他的小说写的浅薄；有人说：“在欧·亨利的所有小说中 ，找不出一个写得真实的人物。”欧·亨利对自己的小说也不满意，一次他在给一位朋友的信中说过：“我是个失败的人。我的小说究竟如何呢？老实说，我不满意。我就害怕人们说我是什么‘名作家’。”

### 去世后的影响
1917年，他最后的一部短篇小说集《流浪儿》（Waifs and Strays）出版了。1918年，美国设立了“欧·亨利纪念奖”，一年颁奖一次，奖励每年最优秀的短篇小说，延续至今。每年五月，位於奥斯汀的「欧亨利博物馆」还会举办「世界双关语锦标赛」。

## 漢譯
欧·亨利的小說有許多漢譯，影響最大的是1952年就開始譯介的王永年，1950年代就從原文譯出《白菜与国王》等多篇在上海出版，1961年由北京人民文學出版社出版2卷本《欧·亨利小說選》，1986年同社出版1卷本《欧·亨利小說選》，流傳很廣。
2002年，王永年譯完欧·亨利全部的小說，2003年付排。
2005年，人民文學出版社出台《欧·亨利小说全集》，欧·亨利的小說作品終於完整介紹到漢語世界。
在台灣，有徐進夫的2卷本《歐亨利短篇傑作選》等譯本。